# 敬孝王
敬孝王（けいこうおう、または詢、? - 紀元前1030年）は、第3代箕子朝鮮王。王在位期間は、紀元前1057年 - 紀元前1030年。諡は敬孝王。諱は詢。王位は恭貞王（伯）が継承。